# Curtiss XP-31 Swift
El Curtiss XP-31 Swift (Número de Proyecto de Wright Field XP-934) fue un caza monoplano experimental estadounidense de los años 30 del siglo XX, construido por Curtiss para el Cuerpo Aéreo del Ejército de los Estados Unidos.
El XP-31 presentaba la primera cabina cerrada en un avión de persecución estadounidense, y también fue el último avión en llevar tren de aterrizaje fijo y alas apuntaladas exteriormente. A pesar de sus innovaciones, el XP-31 no ofrecía ninguna ventaja comparado con su rival el Boeing P-26 Peashooter, y no se ordenó su producción en serie. 

## Diseño y desarrollo
Curtiss presentó el XP-31 (al que se le dio el Número de Proyecto de Wright Field XP-934) en una competición en 1932 contra el P-26. Era un monoplano de ala baja con tren de aterrizaje fijo, volado por primera vez en julio. Fue el primer caza de cabina cerrada monoplaza del AAC, y el último con tren fijo y soportes alares. A pesar de su pequeño tamaño, tenía mucho sobrepeso, y llevaba 474 l de combustible. Aunque Curtiss lo consideraba significativo ya que introducía varias tecnologías nuevas, comparado con sus contemporáneos, el XP-31 ya estaba anticuado, y, lo más importante, las pruebas mostraron que estaba por debajo de las expectativas en prestaciones.

### Pruebas y evaluación

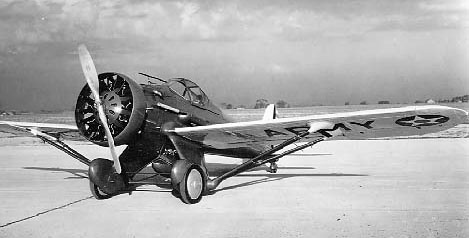
El Curtiss XP-934 en su configuración original con motor radial.

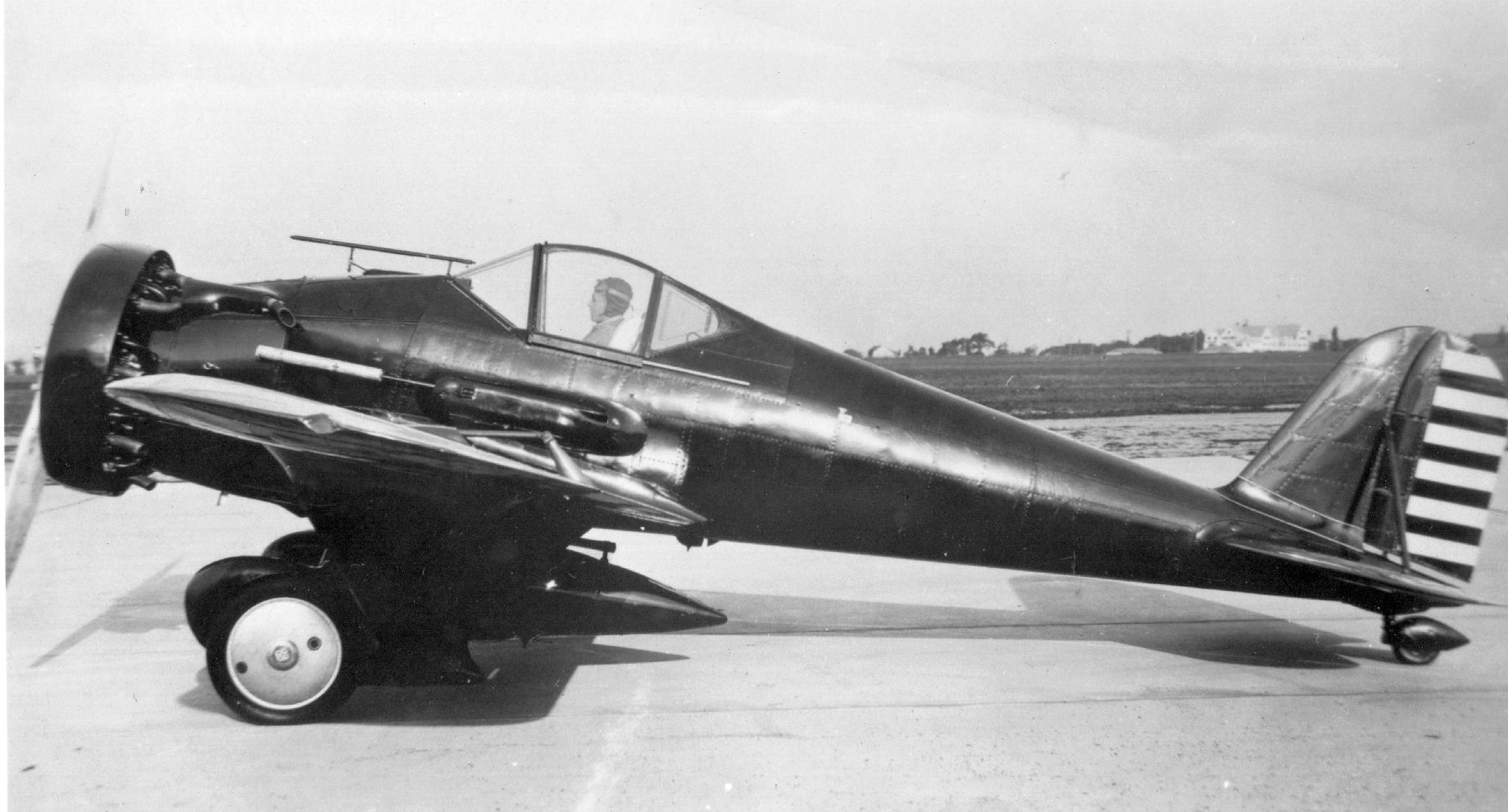
Vista lateral de la configuración original del XP-31.

Propulsado por un radial R-1750 Cyclone de 520 kW (700 hp), sus prestaciones eran pobres, a pesar de sus ranuras de borde de ataque y grandes flaps de borde de fuga, así que fue sustituido por un Curtiss V-1570 Conqueror de 450 kW (600 hp). De esta forma, el Curtiss XP-31 Swift (s/n 33-178) fue entregado el 1 de marzo de 1933, habiendo ya perdido contra el P-26. El único ejemplar fue desguazado en 1935.

## Operadores
Estados Unidos
- Cuerpo Aéreo del Ejército de los Estados Unidos

## Especificaciones
Referencia datos: U.S. Fighters: Army-Air Force 1925 to 1980s and Fighters of the United States Air Force

### Características generales
- Tripulación: Uno (piloto)
- Longitud: 8 m (26,2 ft)
- Envergadura: 11 m (36,1 ft)
- Altura: 2,4 m (7,9 ft)
- Superficie alar: 18,9 m² (203 ft²)
- Peso vacío: 1512 kg (3332,4 lb)
- Peso cargado: 1879 kg (4141,3 lb)
- Planta motriz: 1× motor lineal V-12 refrigerado por agua Curtiss V-1570 "Conqueror".
  - Potencia: 450 kW (620 HP; 612 CV)

### Rendimiento
- Velocidad máxima operativa (Vno): 335 km/h (208 MPH; 181 kt)
- Alcance: 595 km (321 nmi; 370 mi)
- Techo de vuelo: 7437 m (24 400 ft)

### Armamento
- Ametralladoras: 

  - 2x M1919 de 7,62 mm fijas de tiro frontal en la capota del motor
  - 2x M1919 de 7,62 mm fijas de tiro frontal en los laterales del morro

## Aeronaves relacionadas

### Secuencias de designación
- Secuencia Numérica (interna de Curtiss): ← 62 - 63 - 64 - 66 - 67 - 68 - 69 →
- Secuencia L-_ (interna de Curtiss): L-17 - L-18 - L-19 - L-22 - L-41 - L-44 - L-72 →
- Secuencia P-_ (Cazas (Pursuit) del USAAC/USAAF/USAF, 1924-1962): ← P-28 - P-29 - P-30 - XP-31 - P-32 - P-33 - XP-34 →